# 朝鮮記者同盟
朝鮮記者同盟（조선기자동맹）是北韓新聞界最高級，同時受朝鮮勞動黨領導的社會團體。該組織於1946年10月11日在首都平壤成立。據報導，所有在通信、廣播、報社和出版社任職的新聞工作者均必須加入朝鮮記者同盟。新入職的新聞從業員則需通過該組織的訓練才能正式成為工作，而入職多時的員工亦要定期接受該組織的再教育課程也能繼續當記者。此外，朝鮮記者同盟的職責包括﹕成為大眾的「革命領導官」、讓民眾體會到社會主義的優越性、完成南北統一的目標以及防止帝國主義的滲透。

## 歷屆委員長和副委員長

### 委員長
- 朱賢鈺﹕1982年至85年間的委員長
- 李成福﹕1985年當委員長
- 金哲明﹕1995年至98年間的委員長
- 金聖國﹕2001年當委員長，罷免期不明
- 車承秀﹕2014年當委員長

### 副委員長
- 玄峻極﹕1960年出任副委員長
- 鄭夏哲﹕1991年出任副委員長